# Frozes
Frozes ist eine französische Gemeinde mit 612 Einwohnern (Stand: 1. Januar 2022) im Département Vienne in der Region Nouvelle-Aquitaine. Frozes gehört zum Arrondissement Poitiers und zum Kanton Vouneuil-sous-Biard (bis 2015: Kanton Vouillé). Die Einwohner werden Froziens genannt.

## Geographie
Frozes liegt etwa 17 Kilometer westnordwestlich von Poitiers. Umgeben wird Frozes von den Nachbargemeinden Champigny en Rochereau im Norden, Villiers im Osten, Vouillé im Südosten, Chiré-en-Montreuil im Süden sowie Maillé im Westen. 
Am Südrand der Gemeinde führt die Route nationale 149 entlang.

## Bevölkerungsentwicklung
| Jahr                      | 1962 | 1968 | 1975 | 1982 | 1990 | 1999 | 2006 | 2013 |
| Einwohner                 | 307  | 269  | 264  | 275  | 327  | 372  | 470  | 541  |
| Quelle: Cassini und INSEE |      |      |      |      |      |      |      |      |